# Quinton Aaron
Quinton Aaron (Nova York, 1984) és un actor estatunidenc, el seu primer paper protagonista va ser el del jugador de futbol, Michael Oher, en el drama The Blind Side (2009).

## Filmografia
| Any  | Pel·lícula     | Rol                     | Notes |
| ---- | -------------- | ----------------------- | --- |
| 2008 | Be Kind Rewind | Q                       | Debut |
| 2009 | The Blind Side | Michael "Big Mike" Oher | Nominat - Teen Choice Awards 2010 a la categoria Breakout Male Actor Nominat - MTV Movie Awards 2010 a la categoria Best Breakout Star |